# Борис Баранов
Борис Александрович Баранов (на украински: Борис Олександрович Баранов) е съветски и украински енергетик, работил като машинен инженер в Чернобилската атомна електроцентрала. Участник в ликвидирането на последствията от аварията в атомната електроцентрала в Чернобил. Герой на Украйна (2019).

## Биография
Роден е на 11 ноември 1940 г. в село Созинов, Кировска област. Получава средното си образование в местно училище, а през 1974 г. завършва Украинския задочен политехнически институт със специалност „Топлоенергетикa“. От 1966 до 1976 г. е дежурен инженер в централата за комбинирано производство на топлинна и електрическа енергия, а по-късно началник смяна в електроцентралата на металургичния завод в Кривой рог.
От 1976 г. до 1986 г. работи в атомната електроцентрала в Чернобил като началник смяна. Участва в ликвидирането на последствията от аварията в атомната електроцентрала в Чернобил. Заедно с Алексей Ананенко и Валерий Беспалов той източва водата от четвърти енергоблок на Чернобилската атомна електроцентрала.
Умира на 6 април 2005 г. Погребан е на Горското гробище в Киев.

## Награди и памет
- Герой на Украйна с награждаване с орден „Златна звезда“ (27 юни 2019 г., посмъртно) – „за героизъм и самоотвержени действия, проявени по време на ликвидацията на аварията в Чернобилската атомна електроцентрала“;[1][2]
- Орден „За храброст“ III степен (25 април 2018 г., посмъртно) – „за значителен личен принос за преодоляване на последиците от аварията в Чернобил, проявена всеотдайност и висок професионализъм, дългогодишна ползотворна обществена дейност и по повод Международния ден на Спомен за Чернобилската катастрофа“;[3]
- Отличник по енергетика на Украйна (2002);
- На 4 юни 2019 г. на уебсайта на Киевския градски съвет е създадена петиция за наименуване на една от улиците в Киев на името на Баранов.[4]